# Брошенные машины (роман)
«Брошенные машины» (англ. Falling Out of Cars) — роман Джеффа Нуна. Опубликован в 2002 году в издательстве Doubleday (ISBN 0385602960). Русский перевод вышел в 2007 году («АСТ», ISBN 5170314140).

## Сюжет
«Брошенные машины» — «эталон психоделического романа-катастрофы»[уточнить]. Это — история о женщине Марлин, путешествующей по Англии по заданию коллекционера Кингсли с компанией малознакомых людей: девочки Тапело, парня Павлина и девушки Хендерсон. Страна охвачена странной болезнью, которая передаётся через книги и зеркала и характеризуется как «шум». Переплетение событий реальности и вымысла. Роман, насыщенный страданиями и отчаянной борьбой со странной болезнью.

## Персонажи
- Марлин Мур — главная героиня романа, журналист, тридцати пяти лет. Больше всех подвержена болезни, потеряла дочь, выполняет поручение Кингсли по поиску осколков.
- Джон Павлин (ненастоящее имя) — бывший военный, двадцати семи лет, на лице есть шрам, настоящее имя не известно.
- Беверли Хендерсон — 25 лет, не курит и не пьет, каждое утро занимается Тай-Чи. Очень импульсивная.
- Тапело — девочка 16-17 лет, самая молодая героиня в романе. До встречи с группой Марлин путешествовала автостопом.
- Кингсли — коллекционер зеркал, живущий в поместье, неподалёку от Оксфорда.